# 莫施海姆 (唐纳山县)
莫施海姆是德国莱茵兰-普法尔茨州唐纳山县的一个市镇。总面积6.50平方公里，总人口734人，其中男性365人，女性369人（2011年12月31日），人口密度113人/平方公里。